# Kraanvogel (sterrenbeeld)

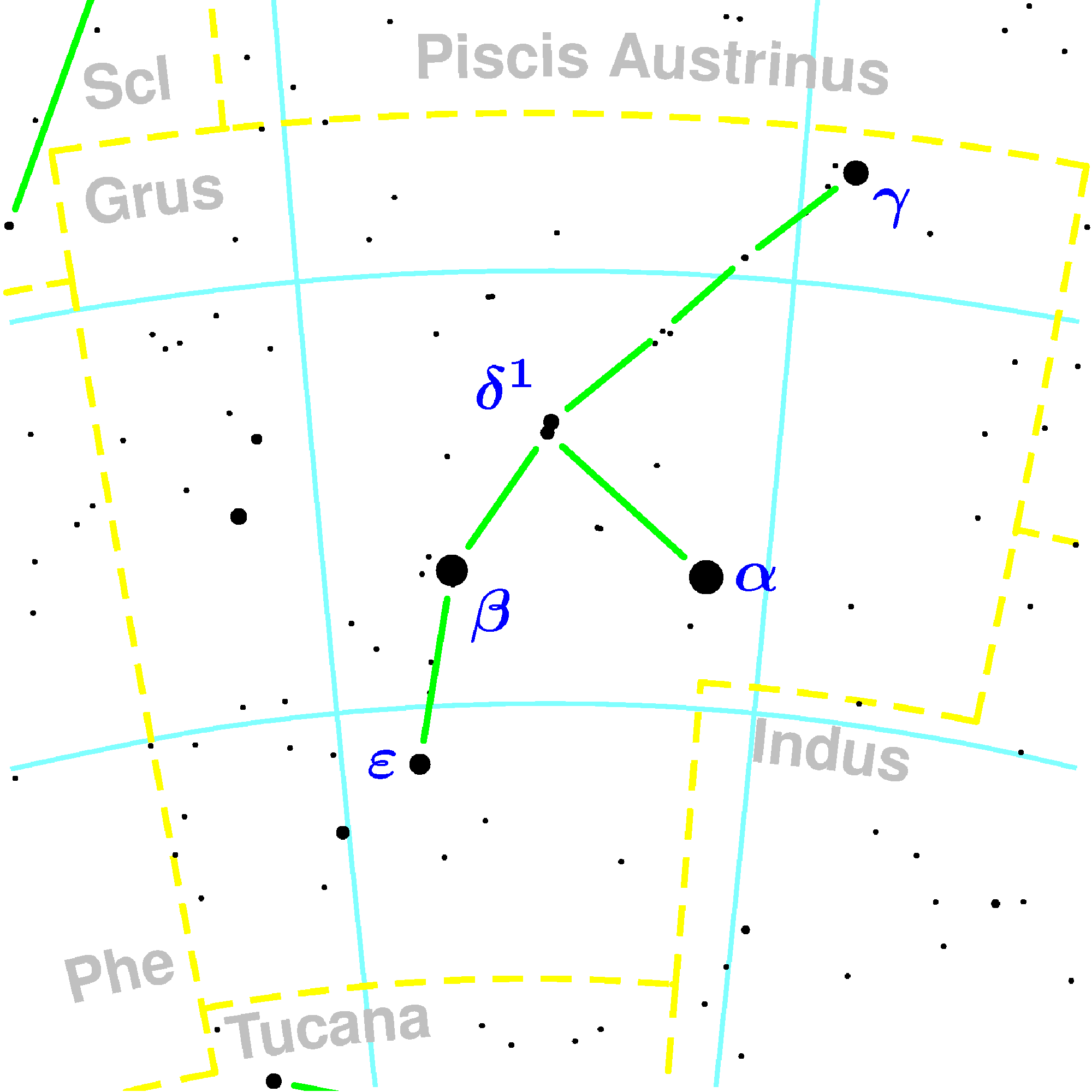
Kaart van het sterrenbeeld Kraanvogel.

Kraanvogel (Grus, afkorting Gru) is een sterrenbeeld aan de zuiderhemel, liggende tussen rechte klimming 21u 25m en 23u 25m en tussen declinatie −37° en −57°. Het sterrenbeeld, waarvan het allernoordelijkste gedeelte vanuit de Benelux mogelijk waargenomen kan worden (de relatief heldere ster Gamma Gruis), werd in het najaar van 1597 (of in het voorjar van 1598) geïntroduceerd door Petrus Plancius, uitgaande van waarnemingen door de zeevaarders Pieter Dircksz Keyser en Frederik de Houtman.

## Sterren
(in volgorde van afnemende helderheid)
- Al Nair (α, alpha Gruis)
- Al Dhanab (γ, gamma Gruis)

## Zichtbaarheid van het noordelijkste gedeelte van de Kraanvogel vanuit de Benelux
De ster Gamma Gruis (γ Gruis) is de noordelijkste van de heldere sterren in het sterrenbeeld Kraanvogel, en klimt in de Benelux, gedurende de culminatie van deze ster, tot slechts anderhalve graad boven de zuidelijke horizon.

## Bezienswaardigheden
- π-1 Gruis (Pi-1 Gruis) is een van de meest roodkleurige S-type sterren in de zuidelijke sterrenhemel. De kleur ervan is beschreven als crimson. Deze ster vormt een dubbelster met π-2 Gruis (Pi-2 Gruis).
- Ongeveer 1/4 graad zuidwestelijk staat het balkspiraalstelsel IC 5201.
- Het sterrenbeeld Kraanvogel bevat ook een Grand Design Galaxy, nl. NGC 7424.
- Verder dient het Grus Quartet vermeld te worden, dat bestaat uit de extragalactische stelsels NGC 7552, NGC 7582, NGC 7590, en NGC 7599.
- De planetaire nevel IC 5148 kreeg de bijnaam Spare-Tyre Nebula, en is ongeveer één graad westelijk van λ Gruis (Lambda Gruis) te vinden.
- De sterren δ-1 Gruis en δ-2 Gruis (Delta-1 Gruis en Delta-2 Gruis) vormen samen een opvallend koppel dat best met een verrekijker dient waargenomen te worden.
- Ook de sterren μ-1 Gruis en μ-2 Gruis (Mu-1 Gruis en Mu-2 Gruis) vormen samen een koppel. Dit koppel staat ongeveer 3 graden noordwestelijk van het koppel δ-1 / δ-2 Gruis.

## Aangrenzende sterrenbeelden
(met de wijzers van de klok mee)
- Zuidervis (Piscis Austrinus)
- Microscoop (Microscopium)
- Indiaan (Indus)
- Toekan (Tucana)
- Phoenix
- Beeldhouwer (Sculptor)